# Àrabis hirsuta

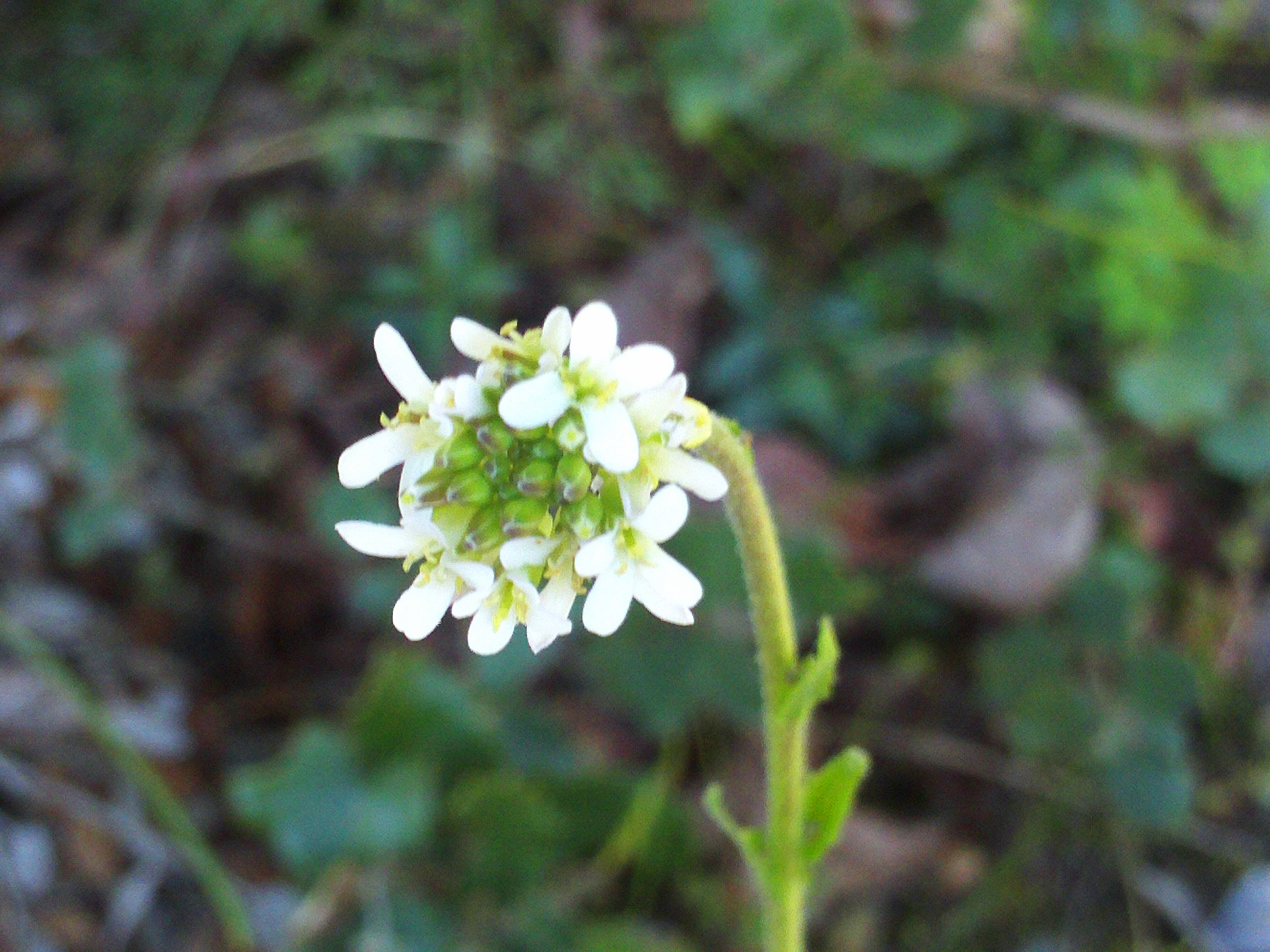
Inflorescència

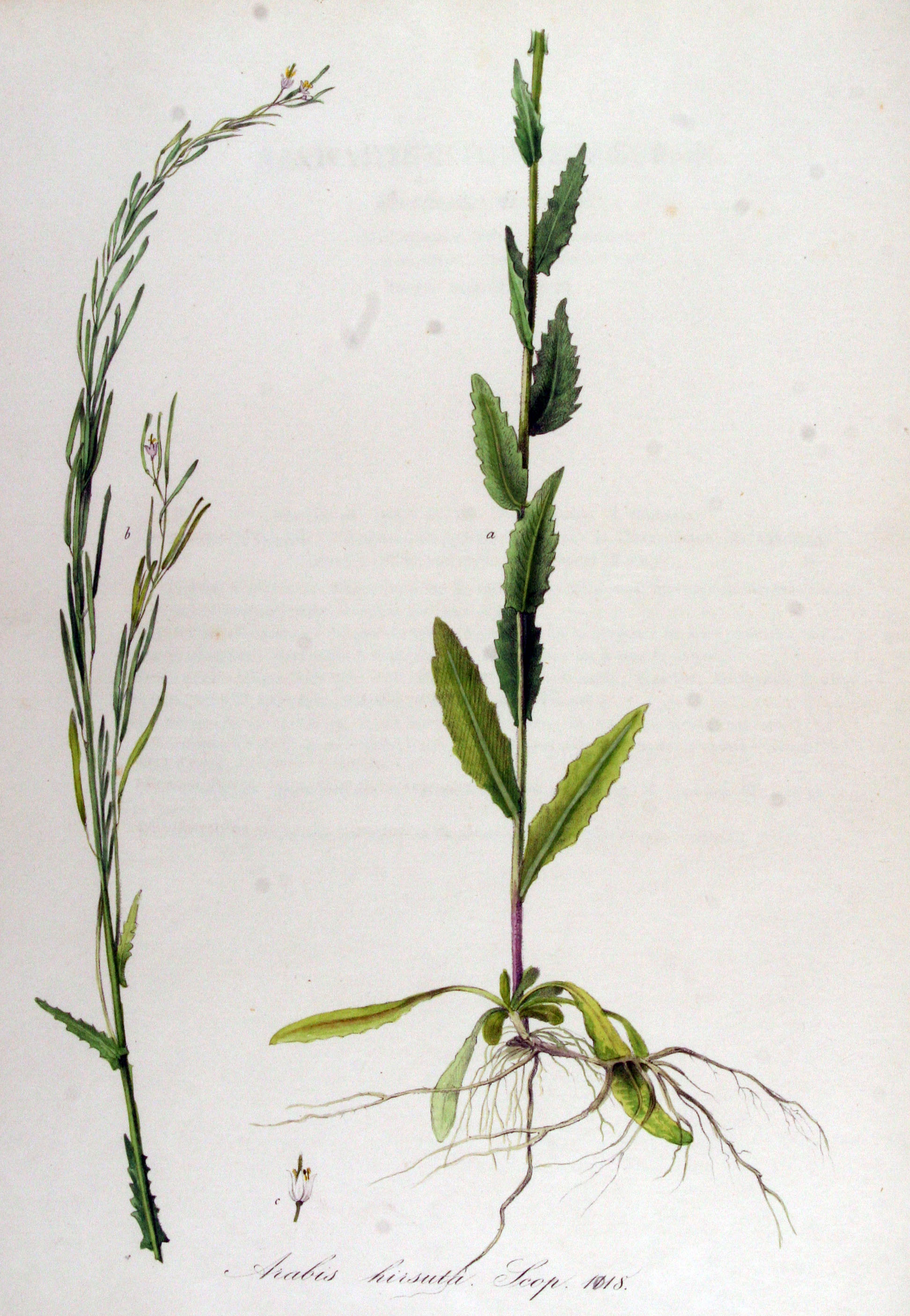
Il·lustració

L'àrabis hirsuta (Arabis hirsuta), és una espècie de planta amb flors de la família de les brassicàcies distribuïda per les regions temperades d'Àsia, Amèrica del Nord i Europa, incloent els Països Catalans.

## Descripció
Planta herbàcia bianual o perenne, que està ramificada i fa fins a 60 cm d'alt. Les fulles en rosetes basals són sagitades i amb els marges dentats. Les flors són molt petites, de color blanc i rosat.

## Taxonomia

### Etimologia
Arabis: és el nom del gènere i deriva del grec per a referir-se a la mostassa o el creixen.
hirsuta: és l'epítet específic llatí que significa 'pilós'.

### Subespècies
Es reconeixen dues subespècies d'Arabis hirsuta:
- Arabis hirsuta subsp. balansae (Boiss. & Reut.) Maire
- Arabis hirsuta subsp. hirsuta

### Varietats
Es reconeixen dues varietats d'Arabis hirsuta:
- Arabis hirsuta var. glabrata Torr. & A.Gray
- Arabis hirsuta var. sadina (Samp.) Govaerts

### Sinònims
Només hi ha un sinònim d'Arabis hirsuta:
- Turritis hirsuta L.

La subespècie Arabis hirsuta subsp. hirsuta en té 51 sinònims:
| - Arabis brownii Jord. - Arabis conferta Willd. ex Rchb. - Arabis contracta Spenn. - Arabis curtisiliqua DC. - Arabis glastifolia Rchb. - Arabis gracilescens Jord. - Arabis hibernica Wilmott - Arabis hirsuta f. americana J.Tuzson - Arabis hirsuta f. angustifolia (Vis.) V.Nikolic - Arabis hirsuta f. banffica J.Tuzson - Arabis hirsuta var. brownii (Jord.) Titz - Arabis hirsuta f. constrictoides Tuzson - Arabis hirsuta f. crepidifolia J.Tuzson - Arabis hirsuta f. exauriculata Kurtz - Arabis hirsuta f. gracilis J.Tuzson - Arabis hirsuta f. grandiflora J.Tuzson - Arabis hirsuta f. iowensis J.Tuzson | - Arabis hirsuta f. krausei J.Tuzson - Arabis hirsuta f. laevis J.Tuzson - Arabis hirsuta f. lilacina J.Tuzson - Arabis hirsuta var. minshallii B.Boivin - Arabis hirsuta var. nipponica (Franch. & Sav.) C.C.Yuan & T.Y.Cheo - Arabis hirsuta f. novomexicana J.Tuzson - Arabis hirsuta var. purpurea Y.Z.Lan & T.Y.Cheo - Arabis hirsuta f. subexauriculata Kurtz - Arabis hirsuta f. subsetosa J.Tuzson - Arabis incana Roth - Arabis marschalliana Steud. - Arabis montana Lam. - Arabis nemoralis Steud. - Arabis platystigma (Beck) Beck - Arabis reichenbachii Syme - Arabis retziana Beurl. ex Nyman - Arabis wahlenbergii Jord. | - Crucifera contracta E.H.L.Krause - Erysimum hirsutum (L.) Kuntze - Erysimum hirsutum Crantz - Erysimum hirtum Crantz - Turrita hirsuta Bubani - Turritis accedens Fourr. - Turritis ciliata Schleich. ex Willd. - Turritis collisparsa Fourr. - Turritis curtisiliqua Fr. ex DC. - Turritis gerardiana Ramond ex DC. - Turritis gerardii C.Presl ex Nyman - Turritis hirtella Fourr. - Turritis idanensis Fourr. - Turritis multiflora Lapeyr. - Turritis praecox Sm. - Turritis raji J.Presl & C.Presl - Turritis stenopetala Willd. |